# Герб Понте-да-Барки
Ге́рб По́нте-да-Ба́рки — офіційний символ містечка Понте-да-Барка, Португалія. Використовується як територіальний герб. У чорному щиті срібний арковий міст (порт. ponte), що перетинає сам щит по середині. Під аркою вода у вигляді п'яти хвилястих смуг — трьох срібних і двох синіх. У воді червоний човен із трьома золотими веслами. У главі щита срібна вежа з червоними вікнами і брамою. Обабіч неї дві золоті бджоли. Щит увінчує срібна мурована містечкова корона з чотирма вежами.  Під щитом біла стрічка, на якій великими літерами напис португальською: «Ponte da Barca» (Понте-да-Барка).  Офіційно затверджений 12 березня 1985 року.  

## Галерея

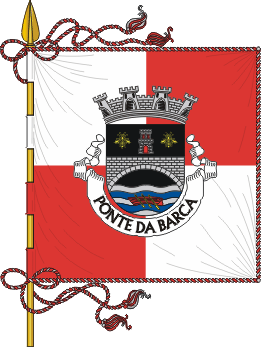
Прапор